# Manuel Valverde Ancajima
Manuel Valverde Ancajima es un abogado, magister, candidato a doctor y político peruano. Fue alcalde del distrito de Pítipo - Batangrande  durante dos periodos entre 2003 y 2010. 
Nació en el distrito de Pítipo - Batangrande, provincia de Ferreñafe, departamento de Lambayeque, Perú, el 5 de marzo de 1977, hijo de Gaudioso Valverde Rivas y Justina Ancajima Guevara. Cursó sus estudios primarios y secundarios en su localidad natal.
Estudió Derecho y Ciencias Políticas, es abogado de la Universidad Inca Garcilaso de la Vega, Magister en Gestión y Control Gubernamental y estudios en gerencia en la administración pública en ESAN. Cursó el doctorado en Gobierno y Política Pública en la Universidad de San Martín de Porres.[cita requerida]
Miembro del Partido Aprista Peruano, su primera participación política se dio en las elecciones municipales del 2002 con tan solo 24 años siendo elegido el alcalde más joven del Perú por el distrito de Pítipo - Batangrande, reelecto en las elecciones del 2006. 
Participó en las elecciones regionales del 2010 donde participó como candidato a la presidencia regional de Lambayeque por el APRA y pasó a segunda vuelta junto con el candidato Humberto Acuña Peralta de Alianza para el Progreso. En las elecciones regionales del 2014 volvió a ser candidato aprista a la presidencia regional quedando en el tercer lugar con el 19.269% de los votos.
Manuel Valverde fue acusado ante el juzgado en la Corte Superior de Justicia de Lambayeque por los delitos de colusión, peculado doloso y omisión de funciones resultando absuelto luego de un proceso 11 años